# Programa espacial dels Estats Units
El programa espacial dels Estats Units és el més gran del món financerament. Amb Rússia i la Xina, els Estats Units van ser, en el 2010, un dels tres països que més enviament de persones va realitzar cap a l'espai.

## Història
Al final de la Segona Guerra Mundial, els Estats Units van recuperar la tecnologia dels míssils V2 alemanys i van capturar molts dels seus dissenyadors, incloent-hi un que es va convertir en el pare del programa espacial: Wernher von Braun. Es trobava sota control militar (dins de l'exèrcit americà) mentre que els Estats Units van començar a interessar-se en l'espai, en particular, mitjançant el desenvolupament dels V2.
El primer satèl·lit artificial, l'Explorer 1, fins i tot va ser posat en òrbita per l'exèrcit. Però aviat, el president Dwight David Eisenhower volia que el programa espacial dels EUA fos sota control d'una agència federal civil, així va néixer la National Aeronautics and Space Administration (NASA) que va utilitzar el domini espacial de fins militars i es desenvolupa a un ritme ràpid.
Durant gran part de la Guerra Freda, el programa espacial americà estava en competència amb el de la Unió Soviètica i van dur a terme una cursa espacial que va anar més lluny del pressupost donat pel seu consentiment a aquest esforç i fins avui dia, excedeix de manera combinada a tots estats amb programes espacials.

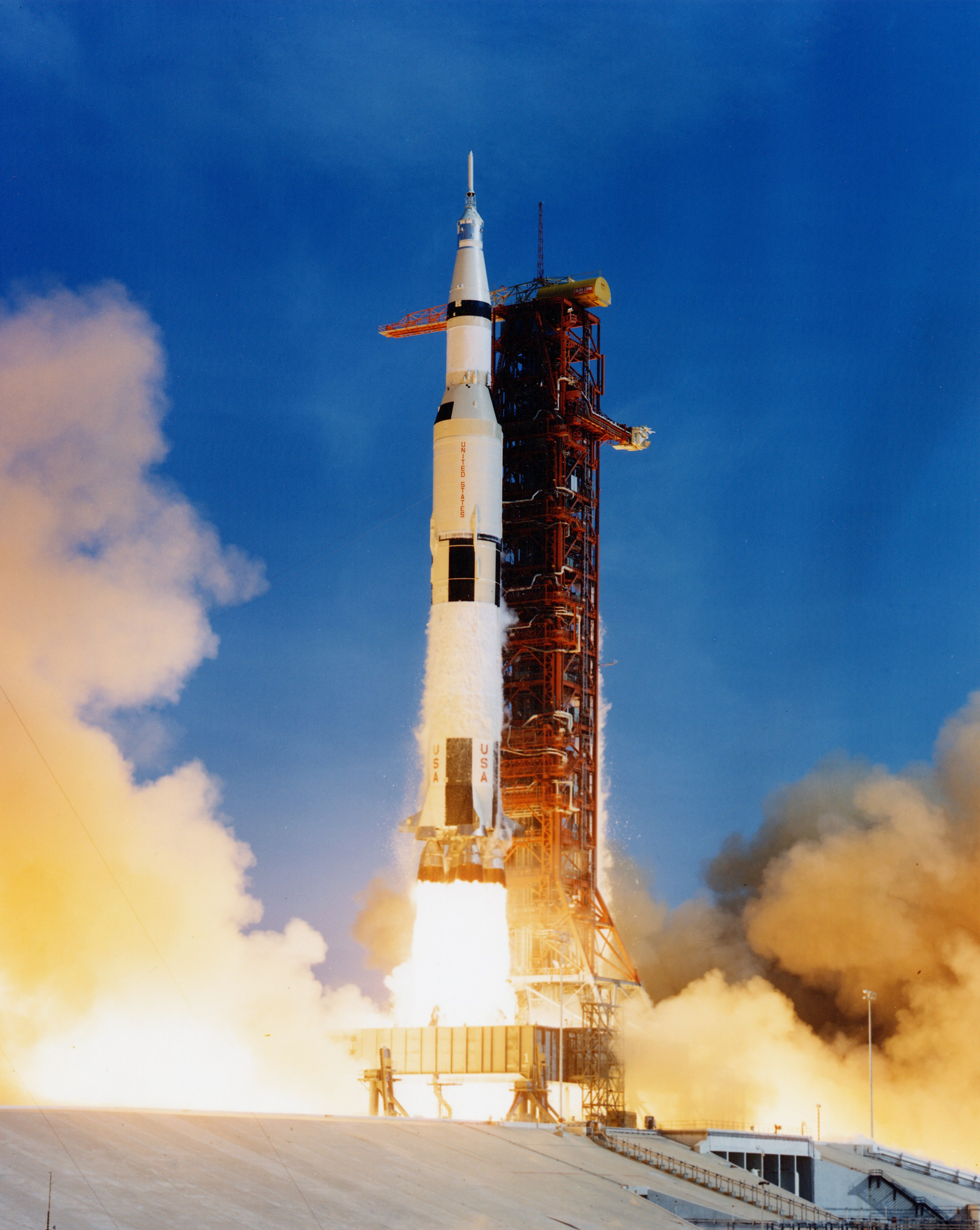
Llançament del coet Saturn V transportant la tripulació de l'Apollo 11 que esdevindrien els primers homes a trepitjar la Lluna.

Encara que la Unió Soviètica es va avançar a la conquesta de l'espai a finals dels anys 1950 i durant una bona part dels anys 1960, van ser els Estats Units que van ser els primers a enviar homes a la Lluna en el programa Apollo. Aquest èxit va fer un pas de gegant a l'exploració humana del Sistema Solar (principalment a causa dels enormes costos que això comporta), ja que fins ara s'han limitat a enviar persones en l'òrbita terrestre en excepció de les sondes espacials com les del programa Voyager que van explorar els planetes del nostre sistema.
En els anys 1970, pel programa de vols tripulats, el transbordador espacial americà, el primer vehicle espacial reutilitzable, es va dissenyar i es va posar en marxa en els anys 1980 fins a principis de la dècada de 2010. Va transportar la majoria dels 329 astronautes americans que van viatjar a l'espai fins al 8 de febrer de 2010, que representen el 64% de tots els astronautes des de la Terra.
El president George W. Bush va declar el 14 de gener de 2004 que els Estats Units té l'ambició de tornar a la Lluna, i després anar a Mart amb el programa Constellation, però va ser cancel·lat per l'administració Obama.
La indústria privada, a partir dels anys 2000, va començar a prendre part activa en el vol espacial tripulat, especialment en l'àrea del turisme espacial mentre que van finalitzar els vols del transbordador espacial americà en el 2011 va fer que la NASA utilitzi els llançadors russos mentre desenvolupa un llançador successor.

## El programa espacial militar

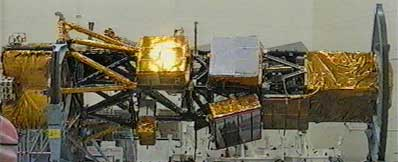
Els satèl·lits espia creen imatges per radar, com el cas del Lacrosse 4 del National Reconnaissance Office, aquí durant el seu muntatge.

El programa espacial militar és de vital importància per a la seguretat nacional dels Estats Units. A finals del 2008, dels 150 satèl·lits militars operacionals en òrbita, 76 eren americans.
El creixement de l'ús en la taxa de bits pels militars americans és continu: en el 1991, van usar 99 MB per segon durant l'operació Tempesta del desert; fins al 2001, i van usar aproximadament 700 MB per segon de banda durant la caiguda dels talibans.

### L'ús de satèl·lits militars per a ús civil
La utilització d'imatgeria per satèl·lit originalment destinat per a la comunitat d'intel·ligència i les forces armades per darrere de l'administració pública al començament dels anys 1960 i el programa espacial creat per la presidència d'Eisenhower. No obstant això, la seva disponibilitat era limitada i complicada pel secret de defensa. Es va utilitzar en particular per la cartografia, l'inventari nacional forestal, la hidrologia, la vigilància de l'oleoducte en construcció a Alaska, etc.
La creació del Civil Applications Committee va carregar la interfície entre els serveis sol·licitants i els usuaris de la intel·ligència pels satèl·lit en el 1975, seguint les recomanacions de la United States President's Commission on CIA activities within the United States, va fer més accessible les fotografies de satèl·lit de diversos governs i agències. En el 1992, després del final de la guerra freda, els científics van preguntar sobre les seves investigacions i en el 1995, Bill Clinton va acceptar desclassificar Es van alliberar 860.000 imatges d'entre 1960 a 1972.

## Agències espacials nord-americanes
El programa espacial americà compta amb el suport de diversos organismes espacials especialitzats. El pressuport del 2007 representa el 0,39% del PIB americà distribuït així:
- El Departament de Defensa dels Estats Units (pressupost anual de 27 miliards de dòlars americans): satèl·lits de comunicacions militars, sistemes d'alertes, GPS…
- La NASA (pressupost anual de 16G$) amb sondes espacials, satèl·lits científics i tecnològics, programa espacial tripulat civil
- El National Reconnaissance Office o NRO (pressupost anual de 9 G$) organització americana de la Comunitat d'Intel·ligència emcarregada dels satèl·lits de reconeixement i l'escolta,
- La NGA, National Geospatial-Intelligence Agency, (pressupost anual de 2 G$) responsable de la recol·lecció d'imatges de satèl·lit per a la defensa dels EUA
- La National Oceanic and Atmospheric Administration o NOAA, (pressupost anual de 4 G$): satèl·lits meteorològics.

Per referència, en el 2007, l'Agència Espacial Europea tenia un pressupost anual de $ 4 bilions i el CNES de 2,9 bilions de dòlars incloent la participació de l'ESA.
El DOD té contractes amb United Launch Alliance que ofereix als seus llançadors (Atlas i Delta) amb els requisits de servei molt alts: disponibilitat de llançadors, un lloc de llançament amb els seus equips a Vandenberg i a Cap Canaveral per a cada tipus de llançador (amb quatre llocs de llançament). La NASA va utilitzar el seu transbordador espacial per al servei de l'Estació Espacial Internacional fins al 2011, però va necessitar el servei del sector privat en alguns casos (Delta II, Falcon 9…).

## Alguns programes importants
- Programa Apollo
- Programa Constellation
- Programa Gemini
- Estació espacial internacional (ISS)
- Mars Exploration Rover
- Programa Mercury
- Transbordador espacial
- Sondes Pioneer
- Skylab
- Sondes Surveyor
- Programa Viking
- Sondes Voyager
- Corona

## Bases de llançament
- NASA: 
  - Centre espacial Kennedy, Florida
  - Wallops Island, Virgínia
- Departament de Defensa: 

Fotografia aèria del Centre espacial Kennedy amb les seves zones de llançament. La base espacial més gran de les Amèriques.

  - Cape Canaveral Air Force Station, Florida
  - Vandenberg Air Force Base, California
  - Reagan Test Site
- Privades : 
  - Corn Ranch, Texas
  - Kodiak Launch Complex, Alaska
  - Mid-Atlantic Regional Spaceport, utilitza les instal·lacions de Wallops Island
  - Mojave Air & Space Port, California
  - Oklahoma Spaceport, Oklahoma, primer vol realitzat a finals de 2009
  - Spaceport America, Nou Mèxic, inaugurat en el 2009
  - Ocean Odyssey, plataforma mòbil de llançament a l'Oceà Pacífic

## Distribució dels llançaments de satèl·lits des de bases dels EUA
| Any de llançament                     | 2009                                        | 2009                                                                                 | 2008                                  | 2008                                          | 2007                       | 2007                                          | 2006                                               | 2006                                                                  |
| ------------------------------------- | ------------------------------------------- | ------------------------------------------------------------------------------------ | ------------------------------------- | --------------------------------------------- | -------------------------- | --------------------------------------------- | -------------------------------------------------- | --------------------------------------------------------------------- |
| Any de llançament                     | Llançador                                   | Tipus de satèl·lit                                                                   | Llançador                             | Tipus de satèl·lit                            | Llançador                  | Tipus de satèl·lit                            | Llançador                                          | Tipus de satèl·lit                                                    |
| Cap Canaveral                         | Delta II (4) Delta IV (3) Atlas V (4)       | Militar (7) Sonda espacial (1) Científica (2) Telecomunicacions (1) Meteorologia (1) | Atlas II (1) Atlas V (1) Delta II (1) | Militar (1) Ciència (1) Telecomunicacions (1) | Delta II (6) Atlas V (5)   | Científica (2) Sonda espacial (2) Militar (5) | Delta II (4) Delta IV (1) Atlas V (2)              | Sonda espacial (1) Meteorologia (1) Telecomunicacions (1) Militar (3) |
| Vandenberg                            | Delta II (4) Atlas V (1) Taurus Minotaur IV | Meteorologia (2) Militar (3) Imagerie (1) Ciència (1)                                | Delta II (3) Atlas V (1)              | Imagerie (2) Ciència (1) Militar (1)          | Delta II (3) Pegasus (1)   | Imagerie (3) Ciència (1)                      | Delta II (2) Delta IV (2) Minotaur I(1) Pegasus(1) | Militar 3 Científica (2) Tecnològic (1)                               |
| Kennedy - LC39                        | Transbordador espacial (5)                  | Transbordador espacial (5)                                                           | Transbordador espacial (4)            | Transbordador espacial (4)                    | Transbordador espacial (2) | Transbordador espacial (2)                    | Transbordador espacial (3)                         | Transbordador espacial (3)                                            |
| Altres (Kwajalein Omelek MARS Kodiak) | Minotaur I (1) Minotaur IV (1) Falcon 1 (1) | Tecnològic Imagerie Militar                                                          | Pegasus (2) Falcon 1 (1)              | Pegasus (2) Falcon 1 (1)                      | Falcon I (1) Minotaur (1)  | Falcon I (1) Minotaur (1)                     | Falcon I (1) Minotaur I (1)                        | Falcon I (1) Minotaur I (1)                                           |